# Önvédelem (Született feleségek)
Az Önvédelem (Would I Think of Suicide?) a Született feleségek (Desperate Housewives) című amerikai filmsorozat százhuszadik epizódja. Az Amerikai Egyesült Államokban először az ABC (American Broadcasting Company) adó vetítette 2009. november 29-én.

## Az epizód cselekménye
A kávézó pincérnőjét, Emilyt egy nap holtan találják. Julie nem érzi magát biztonságban, ezért Karllal úgy döntenek, hogy elcserélik az autójukat. Susan később kiszúrja a lánya kocsiját egy motel előtt, és azt hiszi, hogy visszament a szeretőjéhez, ezért leskelődni kezd utána. Ekkor azonban rájön, hogy Karl Bree-vel jár. Carlos és Lynette eközben egyre durvábban harcolnak egymással, s Carlos végül talál indokot, hogy kirúgja a szomszédját. Danny szeretne Julie-val járni, a lány azonban visszautasítja, ezért Danny megpróbál öngyilkos lenni. Katherine M. J.-n keresztül próbálja Mike-ot visszahódítani, mire a férfi végül besokall...

## Mellékszereplők
- Richard Burgi - Karl Mayer
- Maria Cominis - Mona Clark
- Julie McNiven - Emily Portsmith
- Robert Sudduth - Eric
- Josh Zuckerman - Eddie Orlofsky
- Lamont Thompson - Lamar Banjamin

## Mary Alice epizódzáró monológja
- A narrátor, Mary Alice monológja az epizód végén így hangzik (a magyar változat alapján):

"Veszélyes hely ez a világ, és meg kell tanulnunk megvédeni magunkat azoktól, akik ártó szándékkal közelednek. A névtelen idegentől. A haragtartó munkaadótól. A férjtől, aki nem enged el. Igen, mind próbáljuk védeni magunkat, hogy ne érjen minket fájdalom egészen addig, míg rá nem jövünk, hogy a fájdalmunk árthat valaki másnak."

## Epizódcímek más nyelveken
- Angol: Would I Think of Suicide? (Eszembe jutna az öngyilkosság?)
- Francia: Prête-moi ton mari (Add kölcsön a férjed!)
- Olasz: Un mondo pericoloso (Egy veszélyes világ)
- Arab: الانتحار أو الانتحار؟ (Öngyilkosság vagy öngyilkosság?)